# Albuca prolifera
Albuca prolifera är en sparrisväxtart som beskrevs av J.H.Wilson. Albuca prolifera ingår i släktet Albuca och familjen sparrisväxter. Inga underarter finns listade i Catalogue of Life.